# Tripteroides nitidoventer
Tripteroides nitidoventer är en tvåvingeart som först beskrevs av Giles 1904.  Tripteroides nitidoventer ingår i släktet Tripteroides och familjen stickmyggor. Inga underarter finns listade i Catalogue of Life.